# Bataille d'Ezra Church
Guerre de Sécession
Batailles
- Rocky Face Ridge
- Resaca
- Adairsville
- New Hope Church
- Pickett's Mill
- Dallas
- Kolb's Farm
- Kennesaw Mountain
- Marietta
- Noonday Creek
- Pace's Ferry
- Peachtree Creek
- Atlanta
- Ezra Church
- Brown's Mill
- Utoy Creek
- Dalton
- Lovejoy's Station
- Jonesborough

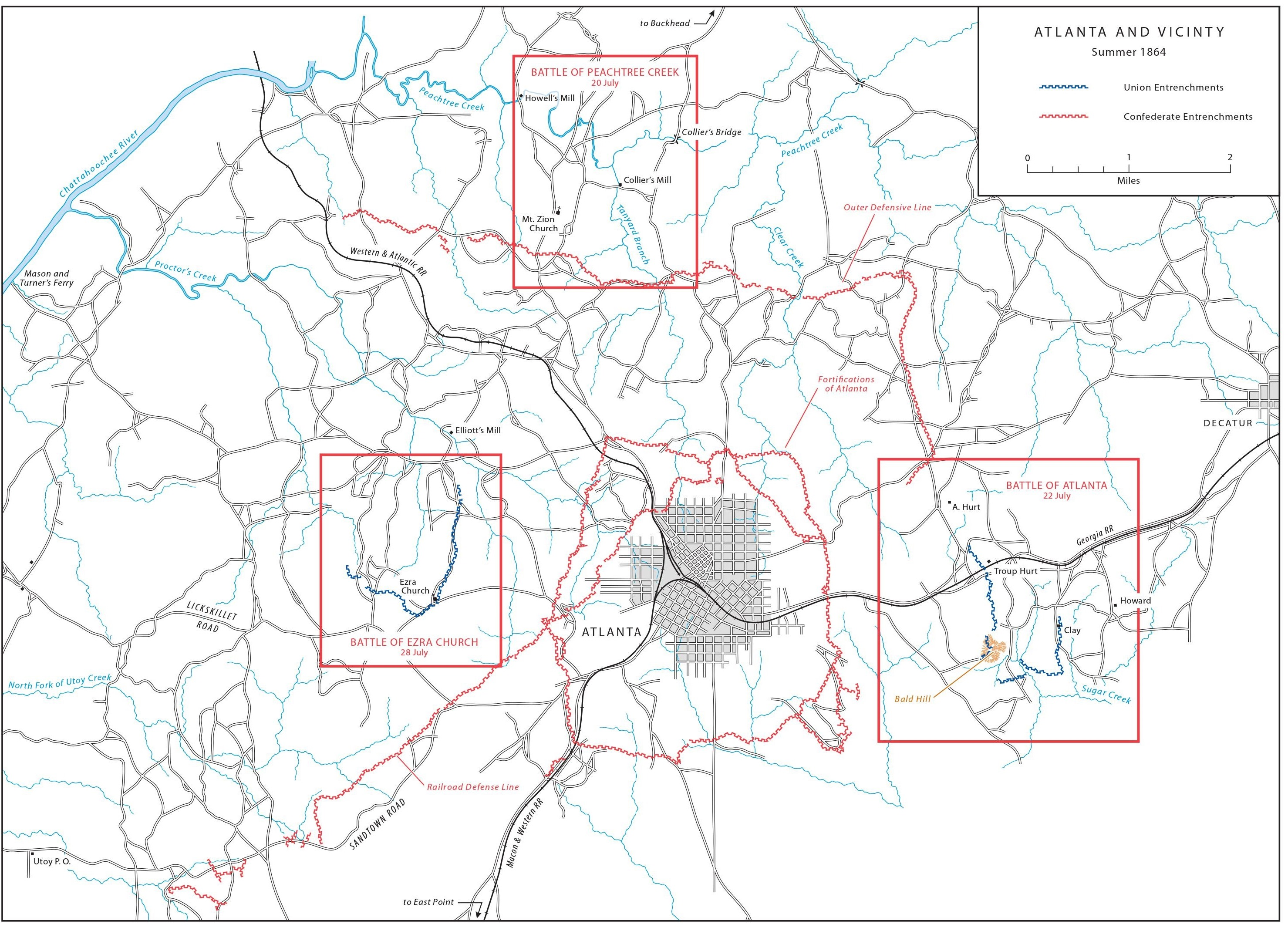
Campagne d'Atlanta : Atlanta et ses environs (été 1864).

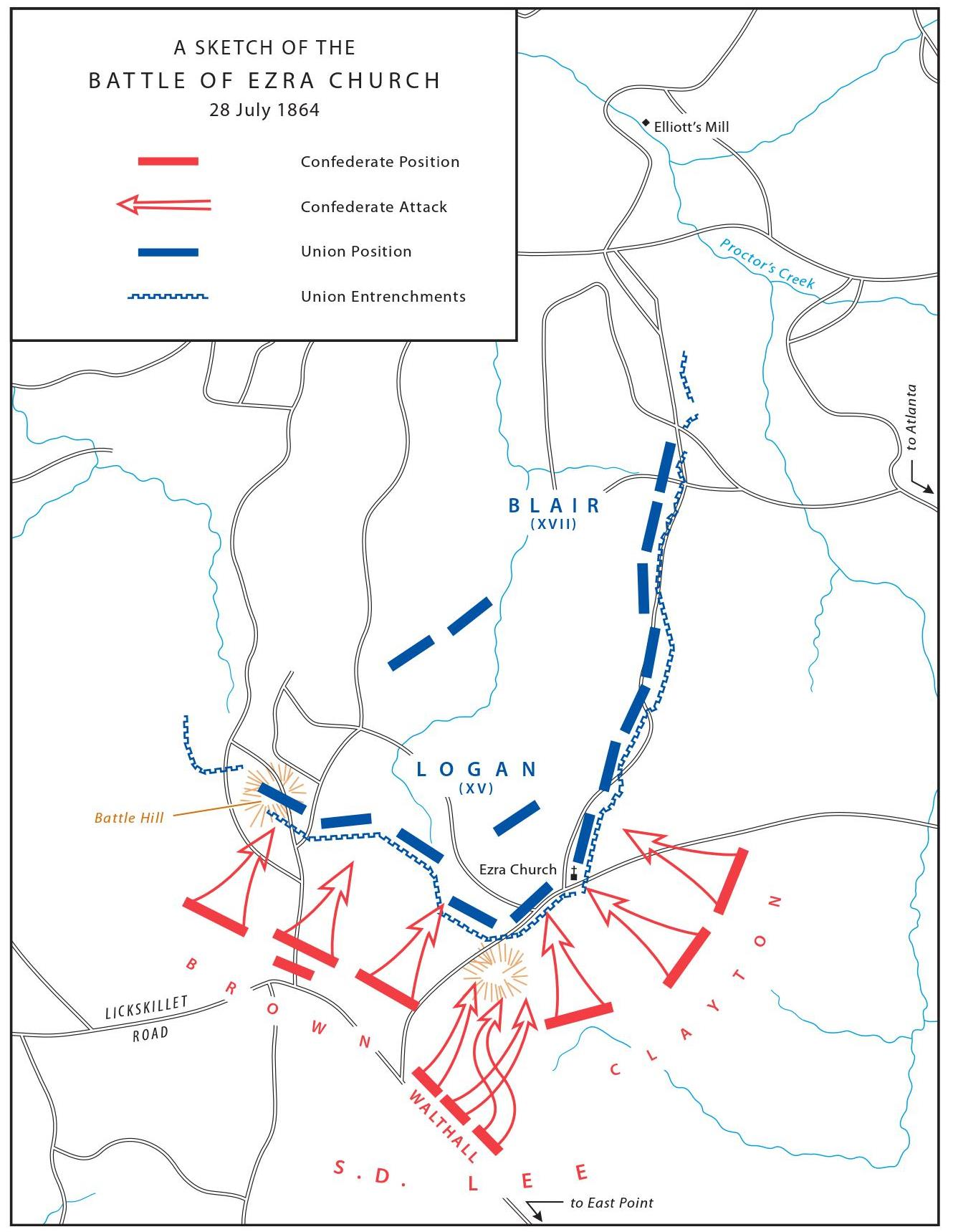
Une esquisse de la bataille d'Ezra Church, le 28 juillet 1864.

La bataille d'Ezra Church, aussi connue comme la bataille d'Ezra Chapel et la bataille de Poor House s'est déroulée le 28 juillet 1864, dans le comté de Fulton, en Géorgie, au cours de la guerre de Sécession. Faisant partie de la campagne d'Atlanta, la bataille voit l'armée du Tennessee du major général William T. Sherman se battre contre l'armée du Tennessee, commandée par le lieutenant général John B. Hood, qui défend le bastion confédéré d'Atlanta, en Géorgie.
L'armée de Sherman s'étend en forme d'un U inversé, autour des défenses septentrionales d'Atlanta. Sherman décide de couper les lignes de chemin de fer d'approvisionnement de Macon, en Géorgie, à Atlanta, forçant ainsi l'armée en défense à se retirer sans un assaut direct. Pour atteindre cet objectif, Sherman ordonne à son extrémité nord-est de l'armée, sous les ordres du major général Oliver O. Howard, d'aller au nord et à l'ouest du reste des lignes de l'Union à l'extrême ouest d'Atlanta, où le chemin de fer entre dans la ville.
Hood, anticipant la manœuvre de Sherman, déplace ses troupes pour s'opposer à l'armée de l'Union. Hood prévoit de l'intercepter et de la prendre complètement par surprise. Bien que les troupes confédérées de Hood soient en infériorité numérique vis-à-vis de l'armée principale de l'Union, il prévoit qu'une attaque surprise contre une partie isolée de l'ennemi peut réussir.
Les armées se rencontrent l'après-midi du 28 juillet à une chapelle appelée Ezra Church. Malheureusement pour Hood, ce n'est pas une surprise pour Howard, qui avait prévu une telle manœuvre en se fondant sur ses connaissances de Hood lorsqu'ils étaient ensemble à West Point avant la guerre. Ses troupes attendent déjà dans leurs tranchées lorsque Hood arrive. L'armée confédérée attaque, mais recule, devant les parapets de rondins et de rails improvisés de l'armée de l'Union. Les rebelles sont vaincus, mais ils réussissent à arrêter Howard avant qu'il atteigne la ligne de chemin de fer. Dans l'ensemble, environ 3642 hommes sont tombés ; 3000 du côté confédéré et 642 du côté de l'Union. Parmi les blessés, on trouve le général Alexander P. Stewart, qui mené un corps d'armée sous les ordres de Hood.
Un autre participant notable est Ernst R. Torgler, un sergent de 24 ans du 37th Ohio Infantry, qui a ensuite reçu la médaille d'honneur pour son action au cours de la bataille. Torgler a sauvé la vie de son commandant, le commandant Charles Hipp. Sa citation dit (en partie) : « Au péril de sa vie, il a sauvé son commandant, puis gravement blessé, de la capture ».